# Kareedouw
Kareedouw est une petite ville d'Afrique du Sud, située dans la province du Cap-Oriental et gérée par la municipalité locale de Kou-Kamma dans le district de Sarah Baartman.
Le nom de la ville provient du mot !karegadaob dans la langue khoï et signifie « chemin avec de nombreux arbres karee ». Kareedouw fut fondée en 1750.

## Localisation
Situé à 140 km à l'ouest de Port Elizabeth et à 104 km à l'est de Plettenberg Bay, nichée entre les montagnes Tsitsikamma et Suuranys, Kareedouw est la porte d'entrée aux montagnes de Langkloof. La ville est accessible par la route R62 où, sur cette artère, les villes importantes les plus proches sont Joubertina (45 km à l'ouest) et Humansdorp (56 km à l'est).

## Quartiers
Kareedouw se divise en 4 secteurs, Kagiso Heights, Kareedouw SP (le centre-ville), New Rest et Uitkyk.

## Démographie
Selon le recensement de 2011, la population de Kareedouw est de 4 985 habitants (56,47% de coloureds, 32,78% de noirs et 9,51% de blancs), majoritairement de langue maternelle afrikaans (72,58%) et isiXhosa (22,07%). 

## Personnalités locales
- John Vorster, ancien premier ministre est enterré au cimetière de l'église réformée hollandaise de Kareedouw.